# Erythmelus teleonemiae
Erythmelus teleonemiae is een vliesvleugelig insect uit de familie Mymaridae. De wetenschappelijke naam is voor het eerst geldig gepubliceerd in 1984 door Subba Rao.